# 石城郡 (忠清南道)
石城郡（ソクソンぐん、석성군）は韓国忠清南道扶余郡石城面と論山市城東面地域にあった昔の郡。

## 1914年以降
1914年の行政区域と現在の行政区域の比較
| 朝鮮総督府令第111号 |              |                        |
| 旧行政区画          | 新行政区画   | 新行政区画             |
| 県内面              | 扶余郡石城面 | 봉정리、석성리、県内里 |
| 北面                | 扶余郡石城面 | 정각리、県北里         |
| 碑堂面              | 扶余郡石城面 | 碑堂里                 |
| 甑山面              | 扶余郡石城面 | 甑山里                 |
| 牛昆面              | 論山郡城東面 | 牛昆里                 |
| 三山面              | 論山郡城東面 | 三山里、삼호리、화정리 |
| 院北面              | 論山郡城東面 | 원남리、院北里         |
| 甁村面              | 論山郡城東面 | 개척리、甁村里、월성리 |
| 定止面              | 論山郡城東面 | 원봉리、定止里         |

- 石城面は石城郡県内面、北面、甑山面、碑堂里を合併し、郡名に従い石城面とした。
- 城東面は石城郡瓶村面、三山面、牛昆面、院北面、定止面を合併し、金城山の東側にあるため、城東面とした。